# Vítězslav Jandák
Vítězslav Jandák (ur. 3 sierpnia 1947 w Pradze) – czeski aktor teatralny i filmowy oraz polityk, parlamentarzysta, minister kultury w latach 2005–2006.

## Życiorys
W 1970 ukończył studia aktorskie na Wydziale Teatralnym Akademii Sztuk Scenicznych w Pradze (DAMU). Był aktorem Teatru na Balustradzie oraz Teatru Narodowego w Pradze. Przez kilkanaście lat związany także zawodowo ze studiem filmowym Barrandov. Wystąpił w licznych produkcjach filmowych i telewizyjnych. Grał m.in. w serialach Arabela (1979), Velké sedlo (1985), Powrót Arabeli (1993) i Černí baroni (2004). Wystąpił w takich filmach jak Trzy orzeszki dla Kopciuszka (1973), Oswobodzenie Pragi (1977), Dym z ziemniaków (1976), Zralé víno (1981), Mladé víno (1986), Cóż to za wojak? (1988), Czołgowy batalion (1991), Divoké pivo (1995), Z pekla štěstí (1999), Z pekla štěstí 2 (2001).
W latach 90. zajął się także prowadzeniem własnej działalności gospodarczej. Od 1998 do 2005 był przewodniczącym międzynarodowego festiwalu filmów dla dzieci i młodzieży w Zlinie.
W latach 1990–1994 był radnym miejskim w Pradze, od 1993 do 1994 wchodził w skład zarządu miasta, gdzie odpowiadał za kulturę. Działał w ODS i KDU-ČSL, później związał się z Czeską Partią Socjaldemokratyczną. Od sierpnia 2005 do sierpnia 2006 sprawował urząd ministra kultury w rządzie Jiříego Paroubka. W 2006 po raz pierwszy wybrany do Izby Poselskiej. Z powodzeniem ubiegał się o reelekcję w wyborach w 2010 i 2013. W 2017 powołany do rady czeskiego nadawcy radiowego Český rozhlas.